# Stina
Stina (ukr. Стіна, pol. hist. Ściana) – wieś na Ukrainie w rejonie tomaszpolskim obwodu winnickiego, centrum rady wiejskiej. Położona na Podolu nad rzeką Rusawą (lewy dopływ Dniestru). Jest ośrodkiem haftu, znanym z czarnych i czerwonych motywów na wyszywankach.

## Historia
W rejonie wsi znajdują się ślady prehistorycznego osadnictwa. Według miejscowych podań było tu starożytne miasto o nazwie Iwangród, nie wiadomo przez kogo założone. Wiadomo, że w 1671 r. była tu forteca zwana Jangrod (Janhorod, Iangrod), po której obecnie pozostały jedynie ruiny. W okresie Rzeczypospolitej Obojga Narodów Iangrod a(l)bo Cza(r)ne leżał w województwie bracławskim. Po pokoju buczackim znalazł się przejściowo (1672–1699) pod władzą turecką. W 1586 r. właścicielem miejscowości był Janusz Ostrogski, a następnie Zamoyscy, Koniecpolscy, Lubomirscy, Sobańscy i Mańkowscy. Po II rozbiorze Rzeczypospolitej wieś znalazła się pod władzą rosyjską – w XIX w. w gminie Klębówka (Klembówka,  Klembiwka), w powiecie jampolskim guberni podolskiej. 
W miejscowości znajduje się cerkiew św. Mikołaja, w której do początków XX w. przechowywano obraz patrona, znaleziony według legendy podczas budowy fundamentów. 